# Mesochorus flaemingus
Mesochorus flaemingus là một loài tò vò trong họ Ichneumonidae.